# Potamyia ifanadiana
Potamyia ifanadiana là một loài Trichoptera trong họ Hydropsychidae. Chúng phân bố ở vùng nhiệt đới châu Phi.